# Рамальо, Луис Виллиам
Луис Виллиам Рамальо Фернандес (исп. Wílliam Luis Ramallo Fernández; родился 4 июля 1963 года, Кочабамба, Боливия) — боливийский футболист, нападающий. Известен по выступлениям за «Дестройерс», «Хорхе Вильстерманн» и сборную Боливии. Участник чемпионата мира 1994 года.
Сын Луиса — Родриго, также является профессиональным футболистом.

## Клубная карьера
Рамальо начал карьеру в клубе «Дестройерс» в 1982 году. За команду он отыграл 9 сезонов, проведя более 280 матчей и забив более 100 голов во всех соревнованиях. В 1994 году Луис покинул родной клуб и сезон отыграл за «Ориенте Петролеро». В 1996 году он перешёл в «Хорхе Вильстерманн», где спустя три года завершил карьеру.

## Международная карьера
В 1989 году Рамальо дебютировал за сборную Боливии. 20 августа 1989 года в отборочном матче чемпионата мира 1990 против сборной Перу он забил свой первый гол за национальную команду. В 1994 году Луис принял участие в чемпионате мира в США. На турнире он сыграл в матчах против сборной Испании, Южной Кореи и Германии.

### Голы за сборную Боливии
| #  | Дата             | Место                                              | Противник | Счёт | Соревнование                     |
| -- | ---------------- | -------------------------------------------------- | --------- | ---- | -------------------------------- |
| 1  | 20 августа 1989  | Эрнандо Силес, Ла-Пас, Боливия                     | Перу      | 2:1  | Чемпионат мира 1990 квалификация |
| 2  | 10 сентября 1989 | Национальный стадион, Лима, Перу                   | Перу      | 1:2  | Чемпионат мира 1990 квалификация |
| 3  | 27 мая 1993      | Феликс Карпилес, Кочабамба, Боливия                | Парагвай  | 2:1  | Товарищеский матч                |
| 4  | 18 июля 1993     | Полидепортиво Качамэй, Пуэрто-Ордас, Венесуэла     | Венесуэла | 1:7  | Чемпионат мира 1994 квалификация |
| 5  | 18 июля 1993     | Полидепортиво Качамэй, Пуэрто-Ордас, Венесуэла     | Венесуэла | 1:7  | Чемпионат мира 1994 квалификация |
| 6  | 18 июля 1993     | Полидепортиво Качамэй, Пуэрто-Ордас, Венесуэла     | Венесуэла | 1:7  | Чемпионат мира 1994 квалификация |
| 7  | 15 августа 1993  | Эрнандо Силес, Ла-Пас, Боливия                     | Эквадор   | 1:0  | Чемпионат мира 1994 квалификация |
| 8  | 22 августа 1993  | Эрнандо Силес, Ла-Пас, Боливия                     | Венесуэла | 7:0  | Чемпионат мира 1994 квалификация |
| 9  | 12 сентября 1993 | Сентенарио, Монтевидео, Уругвай                    | Уругвай   | 2:1  | Чемпионат мира 1994 квалификация |
| 10 | 19 сентября 1993 | Монументаль Исидро Ромеро Карбо, Гуаякиль, Эквадор | Эквадор   | 3:0  | Чемпионат мира 1994 квалификация |
| 11 | 21 сентября 1993 | Национальный стадион, Сантьяго, Чили               | Чили      | 2:0  | Товарищеский матч                |